# Ecco lingua d'argento
Ecco lingua d'argento é um filme italiano de 1976, dirigido por Mauro Ivaldi.

## Sinopse
Billy (Roberto Cenci) está no aeroporto de Tunes à espera da sua amiga Andrea (Carmen Villani), de regresso de Paris com o marido. Mas a alegria de Billy é abalada quando descobre que deve hospedar, a pedido de Andrea, Bobby (Gianfranco D'Angelo), apaixonado por Andrea e a doutora Censi (Nadia Cassini), amiga de Bobby, que tenta curá-lo do seu desejo incontrolável por mulheres.

## Elenco
- Carmen Villani: Andrea
- Nadia Cassini: Emmanuelle
- Roberto Cenci: Billy
- Gianfranco D'Angelo: Roberto "Bobby" De Michelis
- Huberta Shaw:
- Enzo Andronico: proprietario della fumeria d'oppio
- Ali Zaiem:
- Roberto Pace: